# Route 214 (Terre-Neuve-et-Labrador)
Pour les articles homonymes, voir Route 214.
La route 214 est une route de Terre-Neuve-et-Labrador située sur la péninsule de Burin de l'île de Terre-Neuve. Elle relie deux communautés à la route 210 : Monksotwn et Davis Cove. Elle n'est pas asphaltée. L'extrémité de la route 214 est la communauté de Monkstown. Davis Cove est reliée à la route 214 par la route 214-10.